# Хольмберг, Арвид
Арвид Х. Хольмберг (швед. Arvid H. Holmberg; 10 октября 1886, Мальмё — 11 сентября 1958, Мальмё) — шведский гимнаст, чемпион летних Олимпийских игр 1908.
На Играх 1908 в Лондоне Хольмберг участвовал только в командном первенстве, в котором его сборная заняла первое место.